# Олови
Олови (чеш. Oloví) град је у Чешкој Републици. Град се налази у управној јединици Карловарски крај, у оквиру којег припада округу Соколов.

## Становништво
Према подацима о броју становника из 2014. године град је имао 1.801 становника.